# Katya Mandoki
Katya Mandoki (Ciudad de México, 1947)  
Katya Mandoki es una filósofa mexicana conocida por su trabajo en estética y filosofía de la cultura. A lo largo de su carrera, ha desarrollado diversas ideas y enfoques en estos campos.

## Biografía
Katya Mandoki nació en la Ciudad de México en 1947. Es hija de inmigrantes judíos húngaros.

### Trayectoria
Mandoki es pionera en la investigación sistemática de la estética cotidiana acuñando el término "prosaicos" (1994)  para este subcampo de la estética. En su libro Everyday Aesthetics, el primer tratamiento extenso de este tema, abre el estudio de la estética, tradicionalmente confinada al arte y la belleza, para abarcar todos aquellos aspectos que involucran la sensibilidad en la experiencia común utilizando el cuerpo humano como un punto de partida para este análisis. 
Su trabajo cubre no solo el aspecto positivo de la estética, sino también el negativo, como la crueldad y el abuso sobre la sensibilidad de alguien, nunca antes pensado en esos términos. Mandoki enfatiza el peligro de la manipulación política de la sensibilidad ilustrada por el uso propagandístico de la estética específicamente durante el régimen nazi. Del trabajo de Mandoki sobre la negatividad de la estética, Arnold Berleant parte para analizar este tema en relación con el terrorismo. 
El subcampo de la estética cotidiana es tan fértil que ha sido seguido y enriquecido por varios esteticistas contemporáneos.
A continuación, te proporcionaré una visión general de algunos de los temas y enfoques que son característicos de su trabajo:
Estética y Vida Cotidiana: Mandoki se ha destacado por su interés en la estética de la vida cotidiana. Ella sostiene que la estética no se limita a las obras de arte o los objetos visuales, sino que está presente en nuestras experiencias diarias, como la comida, la moda, la arquitectura y las interacciones sociales. Examina cómo la estética influye en nuestra percepción y apreciación de estas experiencias cotidianas.
Estética y Ética: Mandoki también explora la relación entre la estética y la ética. Argumenta que la estética puede desempeñar un papel importante en la formación de nuestras normas y valores morales, ya que nuestras experiencias estéticas pueden influir en nuestra comprensión del bien y el mal.
Fenomenología: Su trabajo se basa en la tradición fenomenológica, que se centra en el estudio de la experiencia consciente. Mandoki utiliza este enfoque para analizar cómo experimentamos y nos relacionamos con el mundo a través de nuestros sentidos y emociones.
Identidad y Cultura: Mandoki también ha abordado cuestiones de identidad cultural y cómo la estética puede desempeñar un papel en la construcción de identidades individuales y colectivas. Examina cómo la cultura influye en nuestra apreciación de la estética y cómo la estética puede contribuir a la formación de identidades culturales.
Estética Alimentaria: Uno de los temas específicos en los que se ha destacado es la estética alimentaria. Ha explorado cómo la comida no solo es una cuestión de nutrición, sino también una experiencia estética y cultural importante que refleja valores y significados sociales.
El trabajo de Katya Mandoki se centra en la estética en diversos aspectos de la vida cotidiana, la relación entre la estética y la ética, y la influencia de la cultura en nuestra apreciación de la belleza y la estética. Sus ideas han contribuido al campo de la filosofía de la estética y la filosofía de la cultura.
Mandoki ha publicado ocho libros sobre este tema, el más reciente presenta y desarrolla el concepto de bioestética que rastrea la sensibilidad no solo en los humanos sino en las criaturas más elementales desde una perspectiva evolutiva. Es miembro de la Academia Mexicana de Ciencias, del Sistema Nacional de Investigadores (SNI), y Fundadora y Miembro Honorario de la Asociación Mexicana de Estética (AMEST) fungiendo como Presidenta de 2007 a 2011. Ha sido profesora de estética y semiótica en la Universidad Autónoma Metropolitana (UAM) en México donde estableció y presidió estudios de posgrado de especialización en Estética, Semiótica y Teoría de la Cultura, ha sido profesora de posgrado en la Universidad Nacional Autónoma de México (UNAM) y ha impartido cursos para el Instituto Nacional de Bellas Artes (INBA) y la Universidad Iberoamericana. Recibió el Premio Nacional de Artes en obra experimental (1982 y 1985) por el INBA, el Premio a la Investigación Académica por la UAM (1995, 2007, 2015) y participó en diversas exposiciones de arte individuales y colectivas en museos y galerías como el Palacio de Bellas Artes en varias ocasiones. Su histograma de escultura monumental sobre la distribución del ingreso en México se puede visitar en la Plaza de la Biblioteca en el Recinto Xochimilco de la UAM. Mandoki publicó más de 150 artículos sobre estética y semiótica y presentó ponencias y conferencias en 20 países. Actualmente trabaja en el comité ejecutivo de la Asociación Internacional de Estética (IAA), en el consejo asesor internacional del Instituto Internacional de Estética Aplicada, Finlandia, y en el consejo editorial internacional de varias revistas académicas como Estética Contemporánea , Política Cultural y Medio Ambiente, Tierra, Sociedad, Arquitectónica .

## Obras

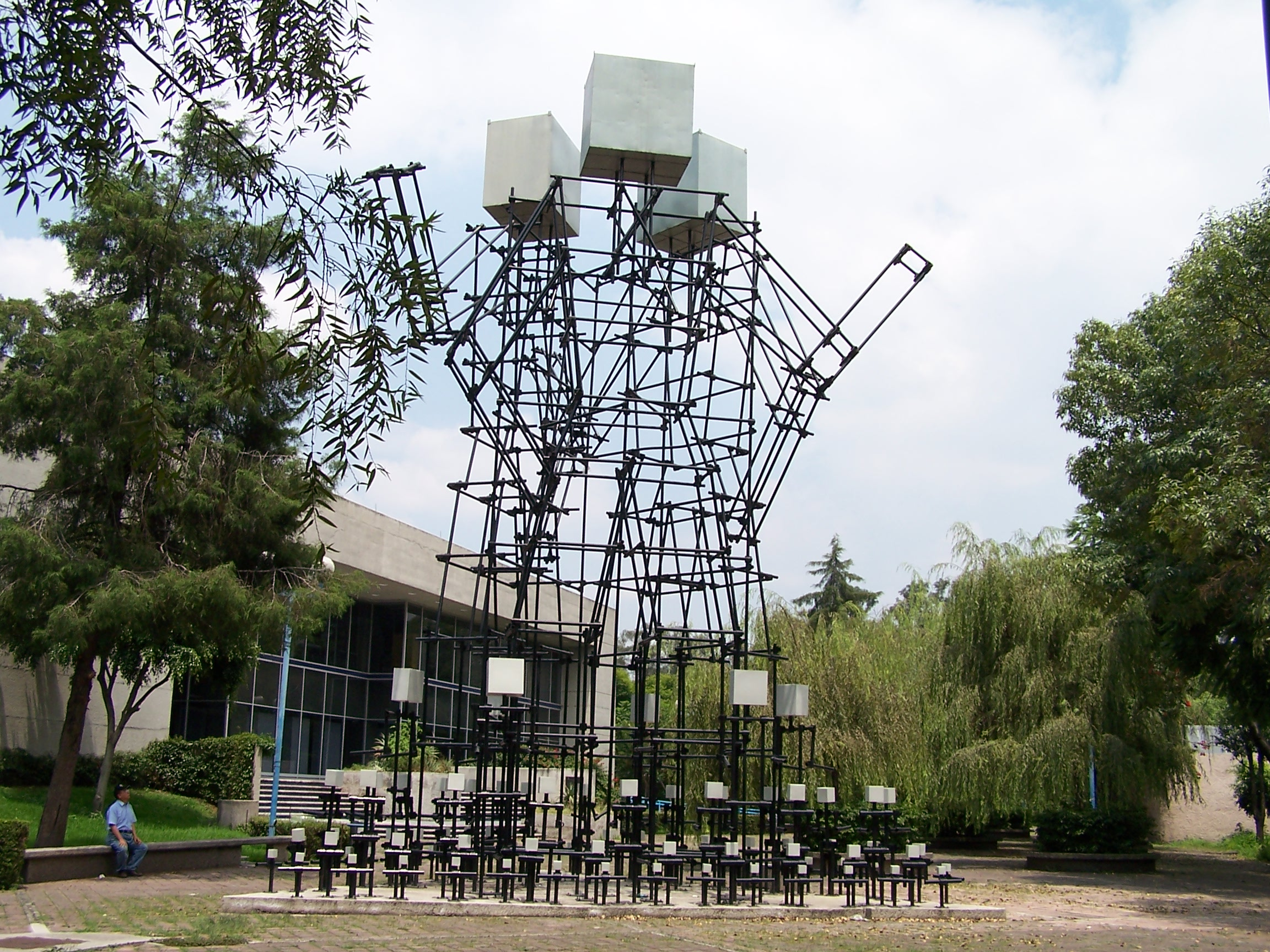
Escultura monumental de Katya Mandoki de la Universidad Autónoma Metropolitana sobre la distribución del ingreso en México.

- Escultura monumental de Katya Mandoki de la Universidad Autónoma Metropolitana sobre la distribución del ingreso en México.El indispensable exceso de la estética. (México: Siglo XXI editores, 2013) ISBN 978-607-03-0470-5.
- Estética cotidiana: prosaicos, juego de la cultura e identidades sociales . (Aldershot: Ashgate, 2007) ISBN 978-0-7546-5889-4 .
- La construcción estética del Estado y de la identidad nacional: Prosaica III. (México: Siglo XXI editores, 2007) ISBN 978-968-23-2677-6.
- Prácticas estéticas e identidades sociales: Prosaic II . (México: 21st Century Publishers, 2007) ISBN 978-968-23-2654-7 .
- Estética cotidiana y juegos de la cultura: Prosaica I. (México: Siglo XXI editores, 2006) ISBN 978-968-23-2653-0.
- Estética y comunicación: de acción, pasión y seducción. (Bogotá: Grupo Editorial Norma 2006) ISBN 978-958-04-9637-3.
- Prosaica; introducción a la estética de lo cotidiano. (México: Grijalbo, 1994) ISBN 978-970-05-0514-5.[7][8]